# 일본 농구 리그
일본 농구 리그(일본어: 日本バスケットボールリーグ) 또는 JBL은 2007년에 설립된 일본의 프로 농구리그이다. 매스컴에서는 일본 리그를 사용하는 일이 많다.